# John Montagu (4. hrabia Sandwich)

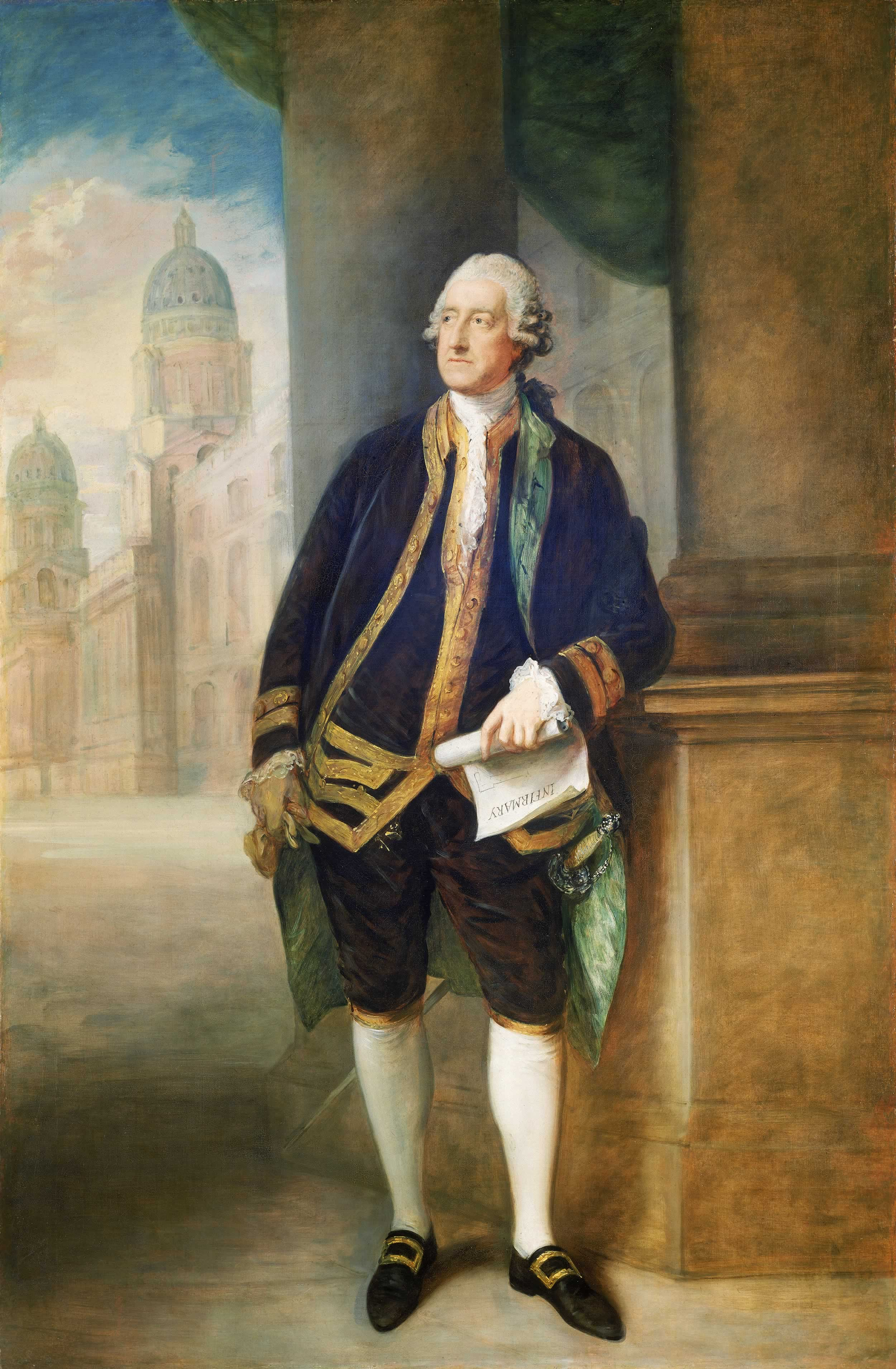
Lord Sandwich, portret z 1783 pędzla Thomasa Gainsborough

John Montagu, 4. hrabia Sandwich (ur. 3 listopada 1718, zm. 30 kwietnia 1792 w Londynie) – brytyjski arystokrata i polityk, pierwszy lord Admiralicji i minister północnego departamentu. Uważa się, że jako niezbyt sprawny szef marynarki brytyjskiej przyczynił się do zdobycia niepodległości przez Stany Zjednoczone. Przypisuje mu się wymyślenie sandwiczy. Nazwa Wysp Sandwicha (obecnie Hawaje) została nadana przez kapitana Jamesa Cooka na cześć hrabiego.

## Życiorys

### Wczesne lata życia
Był synem Edwarda Montagu, wicehrabiego Hinchingbrooke (najstarszego syna 3. hrabiego Sandwich), i Elizabeth Popham, córki Alexandra Pophama. Po śmierci ojca w 1722 otrzymał grzecznościowy tytuł wicehrabiego Hinchingbrooke. Po śmierci dziadka w 1729 odziedziczył tytuł 4. hrabiego Sandwich i po osiągnięciu pełnoletniości zasiadł w Izbie Lordów.
Wykształcenie odebrał w Eton College oraz w Trinity College na Uniwersytecie w Cambridge, jednak opuścił uczelnię bez uzyskania tytułu naukowego. Następnie podróżował po Europie. Zwiedził Francję, Włochy, Grecję i Turcję. Nauczył się nawet języka tureckiego.
Po powrocie do Wielkiej Brytanii w 1739 Sandwich zajął miejsce w Izbie Lordów. Należał do grona stronników księcia Bedforda. Był krytykiem poczynań gabinetu Walpole’a. Wkrótce został jednym z komisarzy przy Admiralicji kierowanej wówczas przez Bedforda.

### Kariera polityczna

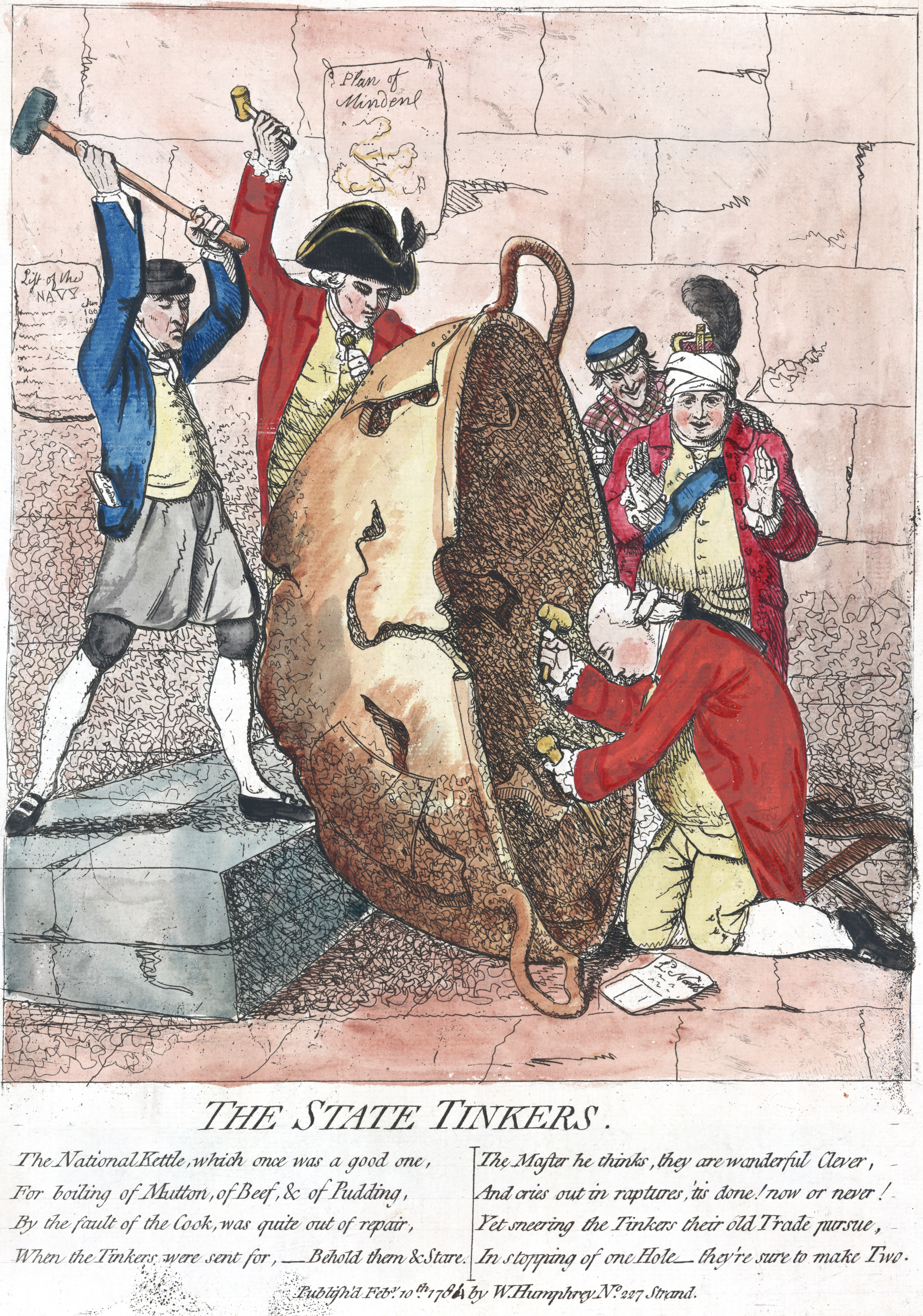
Sandwich i jego współpracownicy na karykaturze Jamesa Gillraya

W 1749 Sandwich został szefem brytyjskiej delegacji na kongresie w Bredzie. Wziął następnie udział w negocjacjach przed podpisaniem pokoju w Akwizgranie w 1748, kończącego wojnę o sukcesję austriacką. Dokonania Sandwicha podczas negocjacji pokojowych zwróciły nań uwagę wpływowego księcia Newcastle, który lobbował w kraju za przyznaniem Sandwichowi jakiegoś rządowego stanowiska.
Starania Newcastle’a odniosły skutek i w lutym 1748 Sandwich otrzymał stanowisko pierwszego lorda Admiralicji. Sandwich pozostał jednak w sojuszu z księciem Bedford, co zraziło doń Newcastle’a. W 1751 książę doprowadził do usunięcia Sandwicha z gabinetu. Wówczas w proteście zrezygnował Bedford, który sprawował w rządzie stanowisko ministra południowego departamentu.
Następne lata Sandwich spędził w swoich posiadłościach, nie uczestnicząc czynnie w życiu politycznym, aczkolwiek utrzymując kontakty z Bedfordem i lordem Ansonem. W 1763 nowy premier, lord Bute, ponownie mianował Sandwicha pierwszym lordem Admiralicji. Hrabia rychło jednak został przeniesiony na stanowisko ministra północnego departamentu, które utracił w 1765 (w międzyczasie był oskarżony o zniesławienie Johna Wilkesa).
Do gabinetu powrócił w 1768, jako poczmistrz generalny. W 1770 Sandwich ponownie stanął na czele ministerstwa północnego departamentu. W 1771 po raz trzeci w karierze objął kierownictwo Admiralicji. Okres jego urzędowania przypadł na czas wojny o niepodległość Stanów Zjednoczonych. Był powszechnie krytykowany w kraju za niekompetencję i obarczany odpowiedzialnością za utratę kolonii.
Poza tym Sandwich był protektorem Jamesa Cooka, który na jego polecenie badał obszar Oceanu Spokojnego. W 1773 zorganizował wyprawę Constantine'a Phippsa na biegun północny.
Lord Sandwich ostatecznie odszedł z gabinetu w 1782 i do śmierci nie angażował się w życie publiczne. Tytuł parowski odziedziczył jego najstarszy syn, John.

## Życie prywatne

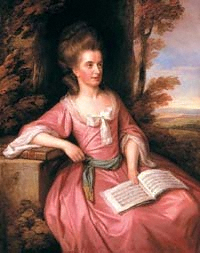
Martha Ray

14 marca 1741 poślubił Dorothy Fane (22 marca 1717 – 17 lipca 1797), córkę Charlesa Fane’a, 1. wicehrabiego Fane, i Mary Stanhope, córki Alexandra Stanhope’a. John i Dorothy mieli razem jednego syna, Johna. W 1755 małżonkowie znaleźli się w separacji. Wkrótce stan zdrowia lady Sandwich pogorszył się i w 1767 została ona uznana za niezrównoważoną psychicznie.
W 1759 Sandwich nawiązał romans z Marthą Ray, późniejszą słynną śpiewaczką operową. Martha urodziła mu pięcioro dzieci, z których największą sławę uzyskał Basil Montagu, prawnik i filantrop. Martha została zamordowana w 1779 przez swojego kochanka, Jamesa Hackmana.